# Turnen
Turnen ist ein Teilbereich des Sports. Ursprünglich eine Sammelbezeichnung für sämtliche Arten körperlicher Ertüchtigung, einschließlich etwa des Schwimmens und des Wanderns, findet der Ausdruck heute, sowohl in der wissenschaftlichen Terminologie als auch in der Alltagssprache, nahezu ausschließlich noch für das Gerätturnen, das Trampolinturnen und das Rhönradturnen Verwendung. Der Turnlehrer wurde zum Sportlehrer, die Turnhalle zur Sporthalle, der Turnschuh zum Sportschuh. Turnen entwickelt konditionelle Fähigkeiten (Fitness) und koordinative Fähigkeiten (siehe hierzu die Geschichte des Sports).

## Organisation
Der Fachverband in Deutschland ist der Deutsche Turner-Bund (DTB), der zweitgrößte Fachverband nach dem Deutschen Fußball-Bund im Deutschen Olympischen Sportbund (DOSB). Auffällig ist der hohe Frauenanteil beim DTB. In der Schweiz ist es der Schweizerische Turnverband, der 1985 nach der Fusion mit dem Frauenturnverein als Nachfolgeverein aus dem Eidgenössischen Turnverein hervorging.

## Geschichte

Bilder vom Stiftungsfest des Leipziger Allgemeinen Turnvereins 1895 (nach einer Zeichnung von A. Liebing)

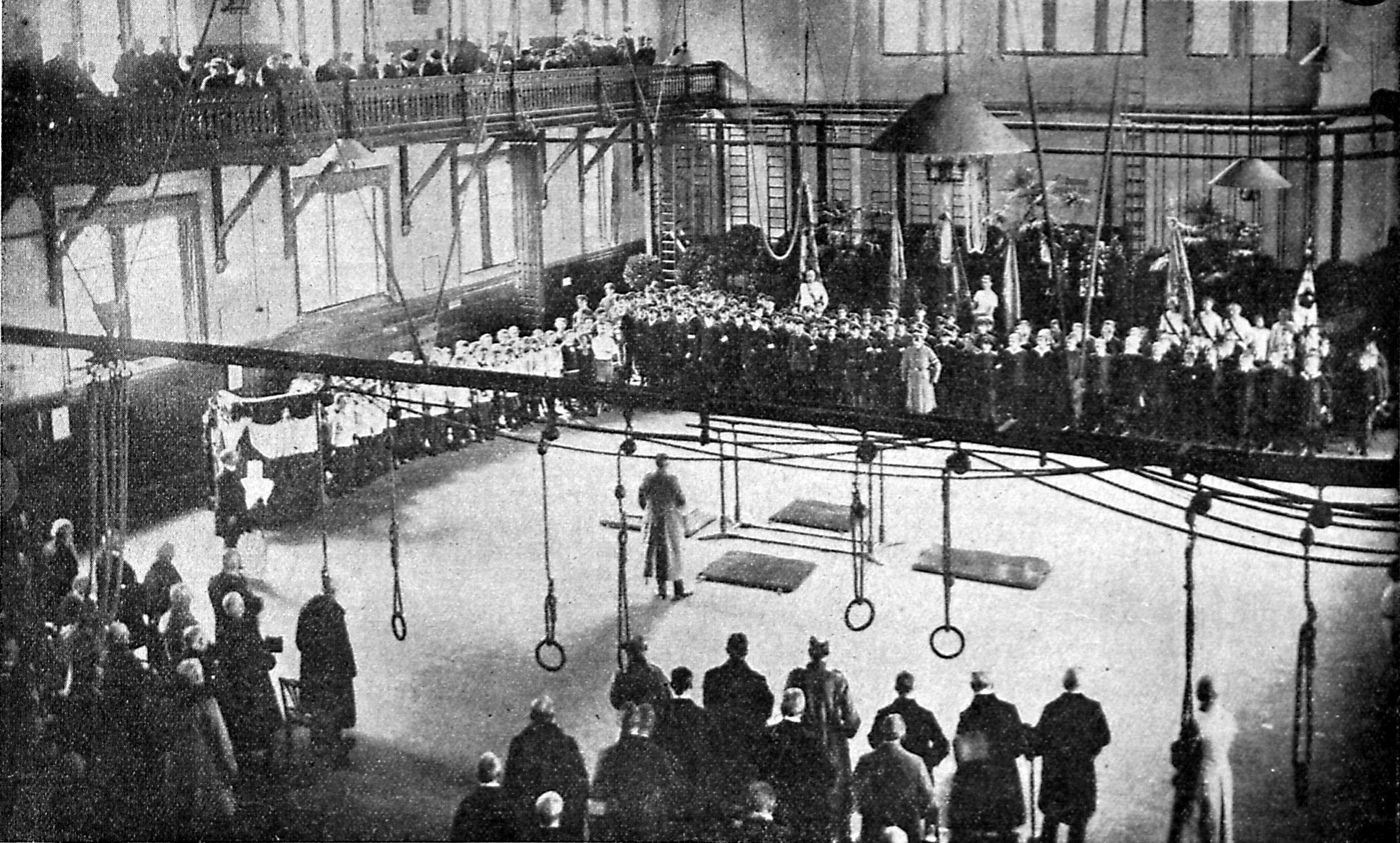
Die Lübecker Hundertjahrfeier des deutschen Turnens in der Hauptturnhalle, Ansprache des Generals von Falk (25. März 1917)

In der (Schul-)Bildung des 18. Jahrhunderts spielte die körperliche Ertüchtigung praktisch keine Rolle. Lediglich in den Ritterakademien wurden Fechten und Tanzen gelehrt. Die Philanthropen der Aufklärung betrachteten dann den Geist und den Körper als eine Einheit, weshalb körperliche Übungen zuerst in den 1770er Jahren am Philanthropinum in Dessau, bald darauf auch in Schnepfenthal eingeführt wurden, wo auch der erste Turnplatz entstand. Johann Christoph Friedrich GutsMuths systematisierte diese Übungen und entwickelte sie weiter. Nach seinem Tod erhielt er den Ruf, der „Groß- und Erzvater der deutschen Turnkunst“ zu sein.
Das organisierte Turnen indes wurde 1807 in Deutschland vom ‚Turnvater‘ Friedrich Ludwig Jahn, einem Schüler von GutsMuths, initiiert. Dieser ließ einen Turnplatz auf der Hasenheide in Berlin erbauen und begründete so die Turnbewegung. Den bereits bekannten, in der Gymnastik genutzten Geräten fügte er zahlreiche weitere hinzu, wie etwa den Barren und das Reck, und verwendete für den Umgang mit ihnen den Ausdruck Turnen. Infolge der Besetzung Europas durch Napoleon wurde das Turnen ab 1811 eine Schule der „patriotischen Erziehung zur Vorbereitung auf den Befreiungskrieg“. Jahn strebte somit nicht, wie die Philanthropen der Aufklärung, die Erziehung des einzelnen Individuums, sondern die geistige Formung einer Nation an. Daher bildeten sich im Zuge des „Erwachens nationaler Identitäten“ (Nationenbildung) ziemlich bald auch Ableger des Jahnschen Turnens in der Schweiz (im Jahr 1802 wurde der Telliring als erster öffentlicher Turnerplatz in der Schweiz angelegt).
Die enge Verbindung mit dem frühen Burschenschaftswesen und die nationale Ausrichtung, welche die Überwindung der deutschen Kleinstaaterei anstrebte, führte in den meisten Kleinstaaten Deutschlands von 1820–1842 zum Verbot des Turnwesens, der sogenannten Turnsperre. Die Geschichte des Turnens und das Leben und Wirken von Friedrich Ludwig Jahn sind im Friedrich-Ludwig-Jahn-Museum in Freyburg (Unstrut) dargestellt. In der zweiten Hälfte des 19. Jahrhunderts etablierte sich das Turnen in den Schulen als obligatorisches Schulfach. In Deutschland erweiterte Adolf Spieß das bis dahin übliche Gerätturnen um die Freiübungen. Da es nach der Reichsgründung 1871 zu einer staatlichen „Schulreform von oben“ her kam, entwickelten sich in Deutschland das Vereins- und Schulturnen auf zwei verschiedenen Schienen weiter (siehe auch Schulsport). Anders verlief dieser Prozess in der Schweiz. Durch die erfolgreiche 1848er-Revolution gingen die liberal-national gesinnten Turner den gleichen Weg wie der Bundesstaat. In der Folge konnte sich der Eidgenössischen Turnverein rege in die Diskussion um die Gestaltung des Schulturnens mit einbringen (z. B. bei der Gestaltung des Lehrmittels). Einzelne Exponenten wie der Schweizer Turnvater Johannes Niggeler avancierten dabei zu direkten Beratern des Bundesrates.
Während die Turnbewegung eine bürgerliche Bewegung war, entwickelte sich ab den 1870er-Jahren auch das Arbeiterturnen im Rahmen der Arbeitersportbewegung.
Das Turnwesen stand, aufgrund eines unterschiedlichen kulturellen Ursprungs, von Beginn an in Konkurrenz zum Sport (siehe Geschichte des Sports). Erst im Zuge der „Versportung“ des Turnwesens und der Nationalisierung des Sports kam es nach längeren internen Konflikten (zeitweise zwei nationale Turnerzeitungen) zu einem Abbau der Differenzen. So wurden auf der einen Seite sportliche Wettkämpfe wie die Olympischen Spiele zu einem „Gradmesser nationaler Tüchtigkeit“, und auf der anderen Seite hielt der Zeitgeist des Sports (Reglementierung, Spezialisierung, Methodisierung, Rationalisierung) auch im Turnwesen Einzug. Dies führte zu einem veränderten Gebrauch des Begriffes Turnen. Galt er im 19. Jahrhundert und in der ersten Hälfte des 20. Jahrhunderts noch für alle im Turnverein praktizierten Übungen, wird er heute nur noch für das Boden- und Gerätturnen verwendet. Auch für das Schulfach hat sich die Bezeichnung Schulsport bzw. Sport inzwischen allgemein gegenüber der alten Bezeichnung Schulturnen durchgesetzt. Der jahrzehntelang gebräuchliche Begriff Kunstturnen für das leistungsorientierte Turnen an den Geräten ist in Deutschland mittlerweile offiziell durch Gerätturnen, manchmal mit dem Zusatz olympisch, ersetzt. In Österreich wird der Begriff Kunstturnen weiterhin für die Bewerbe im olympischen Sechskampf verwendet.

## Turnen in der Zeit des Nationalsozialismus
Nach der Machtübernahme der NSDAP versuchten die Turner, sich als weitere Kolonne neben NSDAP, SA und SS zu etablieren und die Sportbewegung zu vereinnahmen. Ohne Not trennte man sich von seinen jüdischen und seinen sozialistischen Mitgliedern, führte den Arierparagraphen ein und wollte das Amt des Reichssportführers übernehmen. Edmund Neuendorff war auf nationaler Ebene die treibende Kraft, auf regionaler halfen ihm hierbei aber Turnführer wie Nikolaus Bernett in Oldenburg. Das Deutsche Turnfest 1933 in Stuttgart sollte die Übernahme besiegeln. Die NSDAP hatte jedoch andere Pläne, folgte den italienischen Modellen des Staatssports und gliederte das Turnen als Fachamt (= unselbstständige Abteilung) in den neuen Reichsbund für Leibesübungen ein. Während die Turner zu Beginn des 20. Jahrhunderts bereit waren, sich von vielen Mitgliedern wegen der Antisemitismusfrage zu trennen, wollten sie nun Teil der NS-Bewegung werden.

## Disziplinen des Turnens
Zum Turnen zählen neben den klassischen Disziplinen Gerätturnen und Trampolinturnen im erweiterten Sinne auch die allgemeine Gymnastik, Rhythmische Sportgymnastik, Rhönradturnen, Aerobic, Akrobatik, Seilspringen und Voltigieren sowie verschiedene Turnspiele.
Das klassische Gerätturnen (bzw. Kunstturnen) besteht bei den Männern aus einem Sechskampf an den Geräten Boden, Pauschenpferd, Ringe, Sprung, Barren und Reck. Bei den Frauen werden vier Geräte geturnt: Sprung, Stufenbarren, Schwebebalken und Boden.
In der Schule, aber auch im Freizeit- und Breitensport, werden zunehmend wieder Inhalte, Geräte sowie Übungs- und Organisationsformen des sogenannten „Alternativen Turnens“ (Hindernisturnen, Erlebnis- und Abenteuerturnen, Bewegungslandschaften, geselliges Turnen) angewendet.
International werden das Allgemeine Turnen sowie die Sportarten Gerätturnen, Trampolinturnen, Rhythmische Sportgymnastik, Tumbling, Sportaerobic und Sportakrobatik durch die Fédération Internationale de Gymnastique (FIG, Internationaler Turnverband) und die Union Européenne de Gymnastique (UEG, Europäische Turnunion) vertreten.
Nacktturnen gehörte zu den Nacktsportarten.

## Turnergruß
Der Turnergruß lautete „Gut Heil!“ und wurde um 1840 von Otto Leonhard Heubner geprägt. Beim Arbeiter-Turnerbund änderte sich der Gruß 1899 in „Frei Heil“.

## Verwandte Themen
- Als Turnvereine bezeichnen sich auch viele allgemeine Sportvereine.
- Akademische Turnvereine waren die Vorläufer der Turnerschaften, also spezieller Studentenverbindungen.